# Фердидурке
Фердидурке (пољ. Ferdydurke) сатирични је роман пољског књижевника Витолда Гомбровича објављен 1937. Заплет започиње када главни протагониста, тридесетогодишњи књижевник Јоса Ковалски, након посете школског професора Пимека, бива редукован у пубертетско доба и на силу враћен у школу. Језички и формално иновативан, овај роман у виду низа апсурдних и комичних епизода, сатирично приказује друштвени и политички живот оновремене Пољске, док у исто време негира и пародира дотадашњу књижевну традицију. Основна прича романа се прекида двапут, ради увођења заокружених приповести под називом: Детињасти Филидор и Детињасти Филибер. Обе приповетке пропраћене су предговорима у којима је Гомбрович духовито изнео сопствене поетичке погледе везане за форму.
Фердидурке је жанровски, према писању самог Гомбровича, најближи волтеријанском филозофском роману, додуше пародираној и уједно повезаној са свежим и новим доживљајем света. Такође је жанровска пародија образовног романа јер је заплет садржан у изокренутној иницијацији одрастања, где се из одрасле фазе прелази у пубертет. У књизи су развијене препознатљиве Гомбровичове филозофске идеје: незрелост и инфериорност, које ће даље развијати у свом стваралаштву. Аутор је штампање књиге пропратио текстом у листу Књижевне новости (Wiadomości Literackie) под насловом Да се избегну неспоразуми. У њему је истако: Моја намера је била да искажем не само туђу, већ и сопствену незрелост; додавши да многи предговори у роману имају циљ да повежу измишљену фабулу са пишчевом приватном стварношћу. Пољска авангардна сцена поздравила је роман, док су га националистички кругови напали. Бруно Шулц је у књижевном приказу записао да се у пољској књижевности никада није појавила таква врста идеолошког пражњења великих размера и нешто тако потресно. Данас има статус ремек-дела пољске књижевности. Истоимена филмска адаптација снимљена је 1991, у режији Јежија Сколимовског. Фердидурке је на српски језик превео Угљеша Радановић 1982.

## Издања на српском
- Витолд Гомбрович: Фердидурке (с пољског превео:Угљеша Радановић), Нолит, Београд, 1982.  19769863